# Ganmoechoeri
Ganmoechoeri (Georgisch: განმუხური), officieel bekend als Ganardzjiis Moechoeri (განარჯიის მუხური), is een dorp in het westen van Georgië met circa 1350 inwoners (2014), gelegen in de gemeente Zoegdidi van de regio Samegrelo-Zemo Svaneti. Het dorpsgebied ligt aan de Zwarte Zee met de dorpskern op zes kilometer van de kust op de rechteroever van de Engoeririvier. Ganmoechoeri ligt ruim 20 kilometer van het gemeentelijk centrum en regiohoofdstad Zoegdidi en letterlijk aan de feitelijke grens met Abchazië.

## Locatie
De Engoeri-rivier vormt voor een groot deel de administratieve grens tussen Abchazië en Samegrelo-Zemo Svaneti. Ganmoechoeri is een van de weinige Georgisch gecontroleerde dorpen langs de rechteroever van de Engoeri. De feitelijke Abchazische grens langs het dorp vormt een belemmering in de interactie met de Georgische gemeenschappen aan de andere kant van deze grens, zoals Pitsjori en Otobaja. Het dorp ligt geografisch ingeklemd tussen de rivier en de Abchazische grens. Er zijn twee autobruggen de rivier over naar de rest van Georgië, een naar Anaklia, vlak bij zee, en de andere aan het oostelijk einde van het dorp richting Zoegdidi.

### Grens Abchazië
De feitelijke grens van Abchazië vlak bij het dorp maakt Ganmoechoeri een doelwit van spanningen tussen Abchazië en Rusland enerzijds en Georgië anderzijds. Verschillende (fatale) incidenten voor en na de Russisch-Georgische Oorlog hadden er plaats. Een van de gevolgen van de oorlog in 2008 is het verharden van de feitelijke grens, een proces genoemd "begrenzing". Dit is het aanleggen van fysieke barrières zoals hekken, prikkeldraad of greppels om te komen tot het formaliseren van een "staatsgrens", die bewaakt en gehandhaafd wordt door Russische FSB Grenswachten. De bevolking in Georgische dorpen vlak langs de grens is door de verharding van de grens kwetsbaar voor geweld of arrestatie, en de Georgische gemeenschap in het Abchazische Gali district kan moeilijker bij Georgische voorzieningen.

## Patriottisch Jeugdkamp

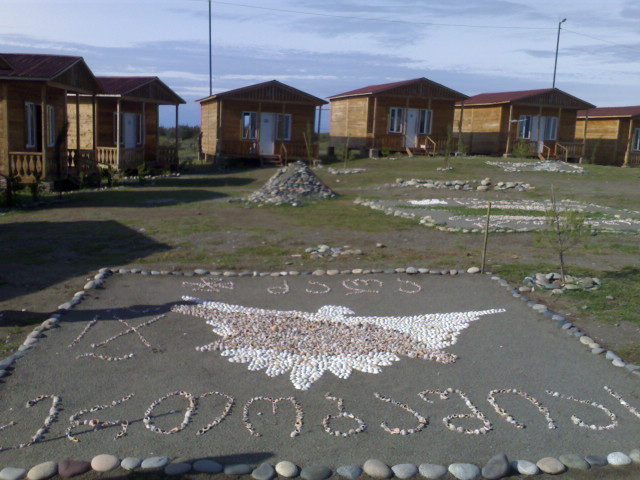
Patriottisch Jeugdkamp

Op 26 mei 2007, de onafhankelijkheidsdag, werd in Ganmoechoeri door president Micheil Saakasjvili een "Patriottisch Jeugdkamp" geopend. Dit was een zomerkamp waar jongeren tussen de 15-20 jaar konden profiteren van culturele en sportieve activiteiten. Hij sprak de aanwezigen toe en verklaarde dat "Georgiërs, Armeniërs, Azeri's, Joden, Grieken en Osseten uit Tschinvali allemaal samen in dit kamp zullen verblijven. We zullen zeker Abchazische jongeren uit Otsjamtsjire, Gagra en Goedaoeta uitnodigen".
VN Secretaris-Generaal Ban Ki-moon riep in een VN-rapport aan de VN-Veiligheidsraad de Georgische autoriteiten op het kamp te verwijderen: “Om de kans op incidenten te verkleinen, sluiten de Verenigde Naties zich aan bij de Vriendengroep door de regering van Georgië op te roepen het kamp uit de veiligheidszone te verplaatsen”. De VN UNOMIG Waarnemersmissie zag toe op de naleving van het vredesakkoord uit 1994 waarin een veiligheidszone van 10-15 kilometer aan beide zijden van de conflictgrens was afgesproken. De oproep leidde tot een boze reactie van president Saakasjvili.

### Aanval en vernietiging
Het kamp werd datzelfde jaar door Russische vredeshandhavers aangevallen, waarbij ook Georgische politieagenten gegijzeld werden. Het was een van de locaties die leidden tot oplopende spanningen tussen Georgië en Rusland in aanloop naar de Russisch-Georgische Oorlog in augustus 2008, en dit incident leidde er ook toe dat Georgië meer moeite deed de vredeshandhaving te internationaliseren. Het kamp werd op 18 augustus 2008 door Abchazische milities in brand gestoken en vernietigd.

## Oorlog 2008
Op 11 augustus 2008, tijdens de Russisch-Georgische Oorlog, werd het dorp en het nabijgelegen Anaklia door de Russische luchtmacht gebombardeerd. Van 12 augustus tot 9 september 2008 werd het dorp bezet door Abchazische milities, en werden VN-waarnemers de toegang tot het dorp geweigerd. Het jeugdkamp werd in deze periode vernietigd. Na het vertrek van de Abchazische milities en het herstel van het Georgische gezag over het dorp kreeg het gedurende enkele jaren geregeld te maken met gewelddadige en fatale incidenten.

## Demografie

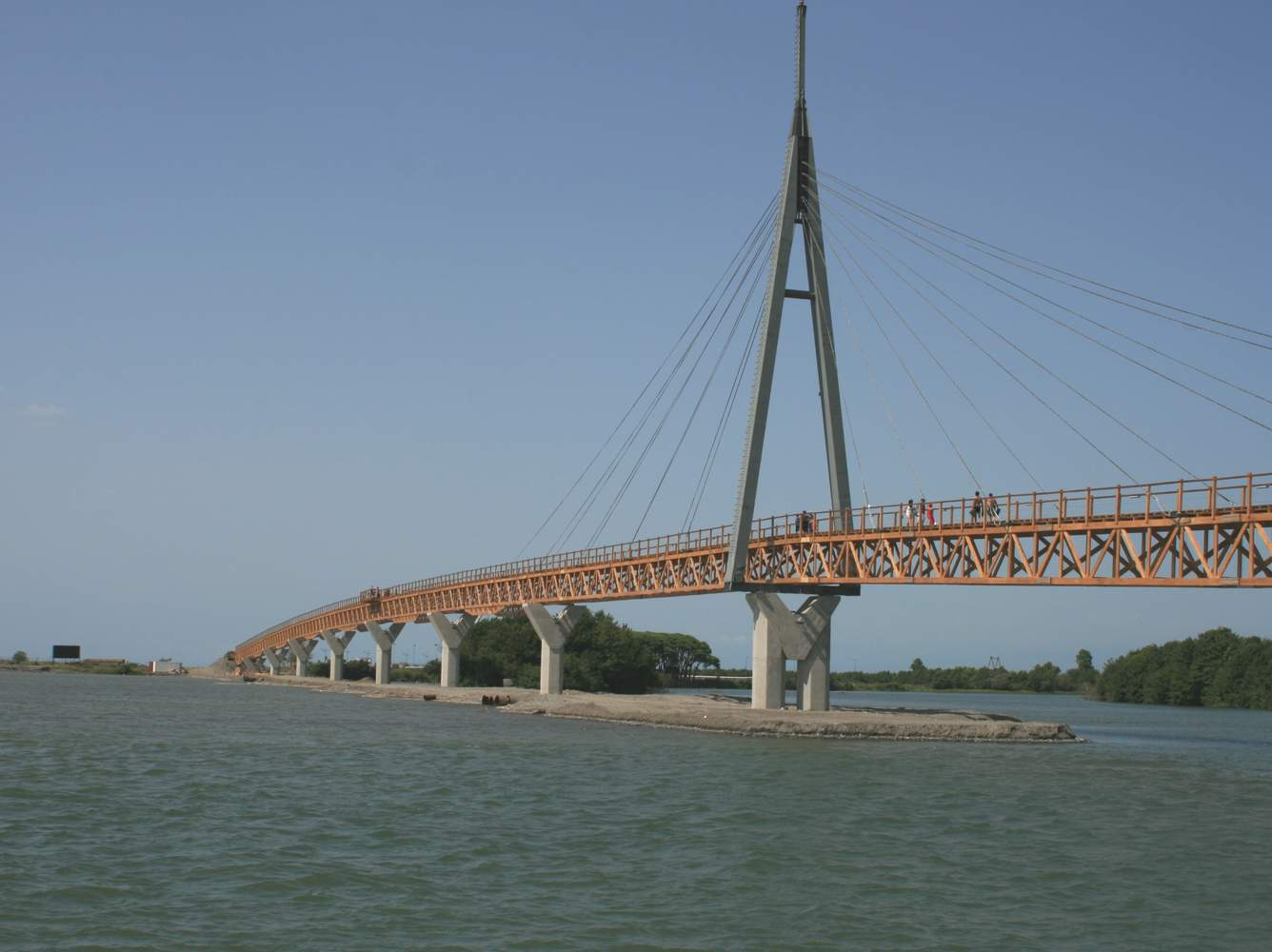
Houten voetgangersbrug, langste in Europa

Volgens de volkstelling van 2014 had Ganmoechoeri op dat moment 1354 inwoners, allen etnisch Georgiërs.
| Aantal              | 844 | - | 2691 | 1354 |
| Verantwoording data |     |   |      |      |

## Gem Fest
Tussen 2015 en 2019 werd in Ganmoechoeri het GEM Fest dance festival gehouden, aan de Zwarte Zee. Het werd in naam in Anaklia gehouden, maar het festivalterrein is aan de noordkant van de Engoeri monding in Ganmoechoeri. Festivalbezoekers konden er komen via een ruim 500 meter lange voetgangersbrug, de langste in Europa, wat de Anaklia boulevard verlengd naar de andere kant van de Engoeri. De Zwarte Zeekust van Ganmoechoeri is hiermee qua gebiedsontwikkeling bij Anaklia getrokken met hotels en toeristenvoorzieningen.

## Vervoer
Ganmoechoeri is via de nationale route Sh90 verbonden met Zoegdidi en de rest van het land. Tevens is het dorp met een 360 meter lange brug over de Engoeri verbonden met Anaklia. Deze brug opende in 2010.